# Городок (Червенский район)
Городок (бел. Гарадок) — деревня в Червенском районе Минской области Белоруссии. Входит в состав Ляденского сельсовета.

## Географическое положение
Расположена в 8 км от железнодорожной станции Гродзянка, в 29 км от города Червень, в 81 км от Минска.

## Археология
В километре к юго-востоку от деревни обнаружено городище железного века, с чем связано и её название.

## История
Впервые упоминается в XVIII веке как местечко Минского воеводства Великого княжества Литовского. На 1730 год оно принадлежало И. Езерскому, здесь было 11 дворов, 29 душ мужского пола, работали церковь, корчма и мельница.
После Второго раздела Речи Посполитой в 1793 году в составе Российской империи. В 1799 году местечко Минского уезда Минской губернии, принадлежавшее А. Хмаре, здесь было 12 дворов и 141 житель, функционировала униатская церковь. По данным Переписи населения Российской империи 1897 года деревня в составе Якшицкой волости Игуменского уезда Минской губернии, где насчитывалось 12 дворов, проживали 99 человек. На 1917 год в деревне 12 дворов и 99 жителей (58 мужчин и 41 женщина).
С 20 августа 1924 года в составе Старо-Ляденского (ныне Ляденский) сельсовета Червенского района Минского округа (с 20 февраля 1938 — Минской области). В 1929 году создан колхоз «Красный Городок», куда на 1932 год входили 13 крестьянских хозяйств.
C начало июля 1941 года по начало июля 1944 года была оккупирована немецко-фашистскими войсками. Во время войны 8 жителей деревни погибло на фронте. Вблизи Городка развернули активную деятельность партизаны бригады «Красное Знамя».
На 1960 год насчитывалось 112 жителей. В 1980-е годы входила в состав совхоза «Ляды».